# Luke Thompson (rugby à XIII)
Pour les articles homonymes, voir Luke Thompson.

a Compétitions nationales et continentales officielles uniquement.

b Matchs officiels uniquement.
Luke Thompson, né le 27 avril 1995 à St Helens (Angleterre), est un joueur anglais de rugby à XIII évoluant au poste de deuxième ligne, de troisième ligne, de pilier ou de talonneur dans les années 2010. Il fait ses débuts professionnels en Super League à St Helens en 2013 avec lequel il remporte la Super League en 2014 et 2019, il est élu meilleur joueur de la finale lors de la finale 2019. Nommé dans l'équipe de rêve de la Super League en 2018 et 2019, il est également appelé en équipe d'Angleterre par Wayne Bennett à partir de 2018.

## Biographie
Luke Thompson est né et a grandi à St Helens. Il découvre le rugby à XIII aux Pilkington Recs et aux Bold Miners avant de rejoindre le club de St Helens à l'âge de onze ans.
Il découvre la Super League lors de la saison 2013 contre les Broncos de Londres. Il occupe lors de ses premiers matchs le poste de deuxième ligne. Il est régulièrement sur la feuille de match lors de la 2014 que cela soit au poste de deuxième ligne ou de troisième ligne et prend une part active dans le succès de St Helens qui s'impose 14-6 contre Wigan en finale.
Non titulaire mais toujours présent sur les feuilles de match, Thompson est l'un des joueurs les plus utilisés en cours de saison par St Helens. Replacé au poste de pilier à partir de 2017, il devient alors titulaire à chaque match. Auteur d'une grande saison 2018 qui le voit nommé dans l'équipe de rêve de Super League eu poste de pilier, St Helens ne parvient pas à remporter le titre en Challenge Cup, éliminé par les Dragons Catalans en demi-finale, ni en Super League, battu par Warrington en demi-finale. Il est appelé fin 2018 en sélection d'Angleterre et dispute quatre rencontres internationales avec trois victoires contre la France et deux fois la Nouvelle-Zélande, et une défaite contre la Nouvelle-Zélande au poste de troisième ligne.
La saison 2019 se déroule avec la même réussite en saison régulière par St Helens, Thompson est incontournable à son poste de pilier où il est pour la seconde fois consécutive nommé dans l'équipe de rêve. Cette fois-ci, St Helens remporte la Super League avec une victoire en finale contre Salford 23-6 où Thompson est élu homme de match et reçoit le Harry Sunderland Trophy, une première pour un pilier depuis Andy Platt en 1992 et le premier depuis l'ère de la Super League. Entre-temps, St Helens ne parvient pas à remporter la Challenge Cup à la suite de sa défaite en finale contre Warrington 4-18.

## Palmarès
- Collectif :
  - Vainqueur de la Super League : 2014 et 2019, 2020[2], 2021 (St Helens) et 2024 (Wigan).
  - Vainqueur de la Challenge Cup : 2024 (Wigan).
  - Finaliste de la Challenge Cup : 2019 (St Helens).

- Individuel :
  - Meilleur joueur de la finale de la Super League : 2019 (St Helens).
  - Nommé dans l'équipe de la Super League : 2018 et 2019 (St Helens).

### Détails en sélection
| Matchs internationaux de Luke Thompson avec l'Angleterre       | Matchs internationaux de Luke Thompson avec l'Angleterre | Matchs internationaux de Luke Thompson avec l'Angleterre | Matchs internationaux de Luke Thompson avec l'Angleterre | Matchs internationaux de Luke Thompson avec l'Angleterre | Matchs internationaux de Luke Thompson avec l'Angleterre | Matchs internationaux de Luke Thompson avec l'Angleterre | Matchs internationaux de Luke Thompson avec l'Angleterre | Matchs internationaux de Luke Thompson avec l'Angleterre | Matchs internationaux de Luke Thompson avec l'Angleterre | Matchs internationaux de Luke Thompson avec l'Angleterre | Matchs internationaux de Luke Thompson avec l'Angleterre |
|                                                                | Date                                                     | Adversaire                                               | Résultat                                                 | Compétition                                              | Poste                                                    | Points                                                   | Essais                                                   | Pen.                                                     | Drops                                                    |                                                          |                                                          |
| -------------------------------------------------------------- | -------------------------------------------------------- | -------------------------------------------------------- | -------------------------------------------------------- | -------------------------------------------------------- | -------------------------------------------------------- | -------------------------------------------------------- | -------------------------------------------------------- | -------------------------------------------------------- | -------------------------------------------------------- | -------------------------------------------------------- | -------------------------------------------------------- |
| 1.                                                             | 17 octobre 2018                                          | France                                                   | 44-6                                                     | Amical                                                   | Remplaçant                                               | 4                                                        | 1                                                        | 0                                                        | 0                                                        |                                                          |                                                          |
| 2.                                                             | 27 octobre 2018                                          | Nouvelle-Zélande                                         | 18-16                                                    | Test match                                               | Remplaçant                                               | 0                                                        | 0                                                        | -                                                        | -                                                        |                                                          |                                                          |
| 3.                                                             | 4 novembre 2018                                          | Nouvelle-Zélande                                         | 20-14                                                    | Test match                                               | Troisième ligne                                          | 0                                                        | 0                                                        | -                                                        | -                                                        |                                                          |                                                          |
| 4.                                                             | 11 novembre 2018                                         | Nouvelle-Zélande                                         | 0-34                                                     | Test match                                               | Troisième ligne                                          | 0                                                        | 0                                                        | -                                                        | -                                                        |                                                          |                                                          |
| Matchs internationaux de Luke Thompson avec la Grande-Bretagne |                                                          |                                                          |                                                          |                                                          |                                                          |                                                          |                                                          |                                                          |                                                          |                                                          |                                                          |
|                                                                | Date                                                     | Adversaire                                               | Résultat                                                 | Compétition                                              | Poste                                                    | Points                                                   | Essais                                                   | Pen.                                                     | Drops                                                    |                                                          |                                                          |
| 1.                                                             | 26 octobre 2019                                          | Tonga                                                    | 6-14                                                     | Amical                                                   | Pilier                                                   | 0                                                        | 0                                                        | -                                                        | -                                                        |                                                          |                                                          |
| 2.                                                             | 9 novembre 2019                                          | Nouvelle-Zélande                                         | 8-23                                                     | Amical                                                   | Remplaçant                                               | 0                                                        | 0                                                        | -                                                        | -                                                        |                                                          |                                                          |
| 3.                                                             | 16 novembre 2019                                         | Papouas.-Nlle-Guinée                                     | 10-28                                                    | Amical                                                   | Remplaçant                                               | 0                                                        | 0                                                        | -                                                        | -                                                        |                                                          |                                                          |

### En club

#### Statistiques
| Saison | Club                          | Compétition           | Matchs | Points | Essais | Goals | Drops |
| ------ | ----------------------------- | --------------------- | ------ | ------ | ------ | ----- | ----- |
| 2013   | St Helens                     | Super League          | 7      | 12     | 3      | -     | -     |
| 2014   | St Helens                     | Super League          | 17     | 4      | 3      | -     | -     |
| 2015   | St Helens                     | Super League          | 20     | 12     | 3      | -     | -     |
| 2016   | St Helens                     | Super League          | 23     | 8      | 2      | -     | -     |
| 2017   | St Helens                     | Super League          | 26     | 8      | 2      | -     | -     |
| 2017   | St Helens                     | Challenge Cup         | 1      | -      | -      | -     | -     |
| 2018   | St Helens                     | Super League          | 29     | 24     | 6      | -     | -     |
| 2019   | St Helens                     | Super League          | 26     | 32     | 8      | -     | -     |
| 2019   | St Helens                     | Challenge Cup         | 3      | -      | -      | -     | -     |
| 2020   | St Helens                     | Super League          | 5      | 12     | 3      | -     | -     |
| 2020   | Canterbury-Bankstown Bulldogs | National Rugby League | 10     | -      | -      | -     | -     |
| 2021   | Canterbury-Bankstown Bulldogs | National Rugby League | 0      | -      | -      | -     | -     |